# Insurrezione della Cornovaglia del 1497
L'insurrezione della Cornovaglia del 1497 (in inglese: Cornish rebellion of 1497, in cornico: Rebellyans Kernow), fu una rivolta popolare scoppiata in Cornovaglia, in Inghilterra, nella tarda epoca medievale. La sua principale causa fu la risposta del popolo cornico ormai impoverito dopo la richiesta di nuove tasse da parte di Enrico VII per finanziare una campagna contro la Scozia.
I minatori di stagno si trovarono in particolare difficoltà in quanto la richiesta di queste tasse ledeva i diritti garantiti loro da Edoardo I e dal Cornish Stannary Parliament, che avevano esentato la Cornovaglia da tutte le tasse di decima.

## Contesto storico
Nel 1496, dopo i disaccordi sui nuovi regolamenti per l'industria estrattiva dello stagno, re Enrico VII aveva sospeso i privilegi garanti ai cornici dai suoi predecessori.
Sul finire del 1496 il consiglio aveva approvato una legge secondo la quale la Cornovaglia avrebbe dovuto contribuire seppur non proporzionalmente alla tassazione nazionale. La causa primaria della ribellione fu comunque la richiesta da parte di Enrico VII di nuove tasse per sostenere i suoi sforzi bellici contro gli scozzesi. I termini di richiesta di queste nuove tasse, ad ogni modo, violavano la Stannary Charter del 1305 che proibiva la richiesta di tasse in Cornovaglia. La Cornovaglia aveva del resto già contribuito abbondantemente al sostentamento della spedizione in Scozia anche se essa non riguardava direttamente i propri confini.

## La ribellione
Le prime avvisaglie della protesta sorsero presso la parrocchia di St Keverne sulla penisola di Lizard, dove già vi erano stati dei risentimenti per le azioni compiute da sir John Oby, prevosto del Glasney College di Penryn, che era anche il collettore delle tasse per l'area. In reazione alle tasse richieste da re Enrico, Michael Joseph (An Gof), un fabbro di St. Keverne e Thomas Flamank, un avvocato di Bodmin, iniziarono ad incitare il popolo della Cornovaglia alla lotta armata contro il re. Tra i ribelli si contarono anche almeno due parlamentari, lo stesso Flamank (deputato per la circoscrizione di Bodmin dal 1492) e William Antron (deputato per la circoscrizione di Helston nel 1491-92). In breve tempo un'armata di 15000 uomini marciò nel Devon, attraendo a sé il supporto di nuove reclute.
Da Taunton, si spostarono a Wells dove vennero raggiunti dal loro rappresentante più eminente, James Tuchet, VII barone Audley, un membro dell'antica nobiltà inglese che aveva aderito alla causa. Malgrado questo prestigioso supporto, An Gof, il fabbro, rimase al comando dell'esercito. Audley si unì a Thomas Flamank come capo "politico" della spedizione.

### Da Wells a Winchester e nel Kent
L'esercito lasciò poco dopo Wells e marciò verso Winchester passando per Bristol e Salisbury, senza trovare opposizione in gran parte dell'Inghilterra del sud. A questo punto, essendosi spinti tanto oltre, qualcuno iniziò a chiedersi quale fosse il vero scopo della spedizione dal momento che il re non aveva manifestato alcun segno di voler recedere dalle proprie intenzioni. Flamank propose l'idea di allargare ulteriormente la ribellione così da costringere il monarca a cedere alle pressioni dei cornici.
Flamank propose di fermarsi nel Kent, regione già era stato sede della Rivolta dei contadini del 1381 e della ribellione di Jack Cade, e qui di cercare nuovi alleati per la loro bandiera. La lontananza e le difficoltà nel provvedere ad un così grande esercito, ad ogni modo, spinsero molti cornici a ritornare alle loro abitazioni. Il resto degli uomini che rimasero "in servizio" si prepararono a dare battaglia agli avversari.

### Nel Surrey
Spostandosi ad ovest, dal 13 giugno 1497 l'esercito cornico era arrivato a Guildford. Sebbene colpito dall'enorme massa di persone che la rivolta era stata in grado di attrarre a sé in così poco tempo, Enrico VII non era intenzionato a cedere. Un'armata di 8000 uomini che era stata destinata per la Scozia, al comando di Giles, lord Daubeny, generale di Enrico VII e lord ciambellano, venne richiamata al fronte interno. Quindi il conte del Surrey venne inviato a nord a condurre la difensiva.
La famiglia reale (assieme all'arcivescovo di Canterbury) si spostò nella Torre di Londra per maggiore sicurezza mentre il resto della città cadde nel panico. Quando i cornici giunsero a Guildford, Daubeney ed i suoi uomini avevano già preso posizione a Hounslow Heath e qui avevano provveduto a cibo e vino tramite il lord mayor di Londra.
La Corona decise di prendere l'iniziativa contro le forze dei cornici. Lord Daubeney inviò 500 lancieri che si scontrarono coi cornici appena fuori Guildford il 14 giugno 1497.
L'esercito cornico lasciò Guildford e si spostò attraverso Banstead e Chussex Plain verso Blackheath dove posero il loro accampamento, sovrastando da quella posizione il Tamigi e la città di Londra. Malgrado la grande forza di volontà dimostrata, An Gof si trovò di fronte a forze preponderanti e pertanto alcuni cornici disertarono e la mattina successiva erano appena 9000-10000 i soldati all'accampamento cornico.

## Battaglia di Deptford Bridge
La Battaglia di Deptford Bridge (nota anche col nome di Battaglia di Blackheath) ebbe luogo il 17 giugno 1497 sul sito dell'attuale Deptford a sud-est di Londra, proprio vicino al fiume Ravensbourne e fu l'evento culmine della ribellione cornica. Enrico VII inviò sul posto un esercito di 25000 uomini contro i cornici che, trovandosi sprovvisti di cavalleria e di artiglieria che erano essenziali per condurre una guerra all'epoca, dovettero soccombere in poco tempo.
Dopo aver saputo infatti che i ribelli erano intenzionati ad attaccare entro breve, Enrico decise di agire tempestivamente: le forze reali vennero divise in tre battaglioni, due sotto il comando dei lord Oxford, Essex e Suffolk, per fiancheggiare il nemico, mentre un terzo sarebbe rimasto di riserva. I cornici vennero circondati come previsto e lord Daubeney a capo della riserva ebbe l'ordine di condurre l'attacco frontale contro i ribelli.

### Le forze corniche al ponte
Al ponte di Deptford Strand, i cornici avevano posizionato i loro arcieri (utilizzando frecce della straordinaria lunghezza di 91 cm) per bloccare ai nemici il passaggio del fiume. Qui Daubeney dovette lottare tenacemente prima che i suoi lancieri riuscissero a prendere il ponte con alcune perdite (8 morti o 300 a seconda delle fonti). La Great Chronicle of London riporta che tra le truppe regie in quel giorno vi furono solo feriti, ma tale tesi sembra improbabile all'evidenza dei fatti.
Per quanto mancanti di adeguata esperienza, i cornici si erano rifiutati di dare ulteriore supporto agli uomini che si trovavano presso il ponte di Deptford Strand ed il grosso dell'esercito era rimasto nella propria posizione difensiva sulla collina presso l'accampamento. Questo fu un clamoroso errore di strategia in quanto, con l'avanzata dei nemici, i cornici si trovarono in un disastroso cul-de-sac. Ad un certo punto lord Daubeney, che pure si batté con valore, si trovò inspiegabilmente isolato dai suoi uomini e venne catturato, ma i ribelli lo lasciarono andare come segno di non stare ingaggiando una guerra civile, ma di voler unicamente far valere i loro diritti presso il re.

### La continuazione della battaglia
Le altre due divisioni dell'esercito regio inglese attaccarono le ormai malridotte truppe corniche e, senza l'uso di cavalleria o artiglieria, la battaglia si presentò breve e semplice. I cornici persero 200-2000 uomini e An Gof alla fine diede la resa. Egli riuscì a fuggire ma venne catturato a Greenwich. Il barone Audley e Thomas Flamank vennero presi sul campo di battaglia.

### Conseguenze
Alle 14.00, Enrico VII ritornò a Londra in trionfo, venendo ricevuto dal sindaco e prendendo parte ad un Te Deum presso la Cattedrale di St Paul.
Negli anni successivi, la Cornovaglia venne pesantemente tassata per questa ribellione.
An Gof e Flamank vennero entrambi giudicati colpevoli di alto tradimento e condannati ad essere impiccati, sventrati e squartati. Ad ogni modo il re concesse loro la "grazia" di essere impiccati prima di essere decapitati. Vennero giustiziati a Tyburn il 27 giugno 1497. An Gof si dice che come ultime sue parole abbia detto "un nome ed una gloria perpetue ed immortali". Thomas Flamank si dice abbia detto "Dite sempre la verità e solo allora potrete dirvi liberi dalle vostre catene". Audley, come pari del regno, venne decapitato il 28 giugno a Tower Hill. Le loro teste vennero esposte su picche al Ponte di Londra.

## Memorial

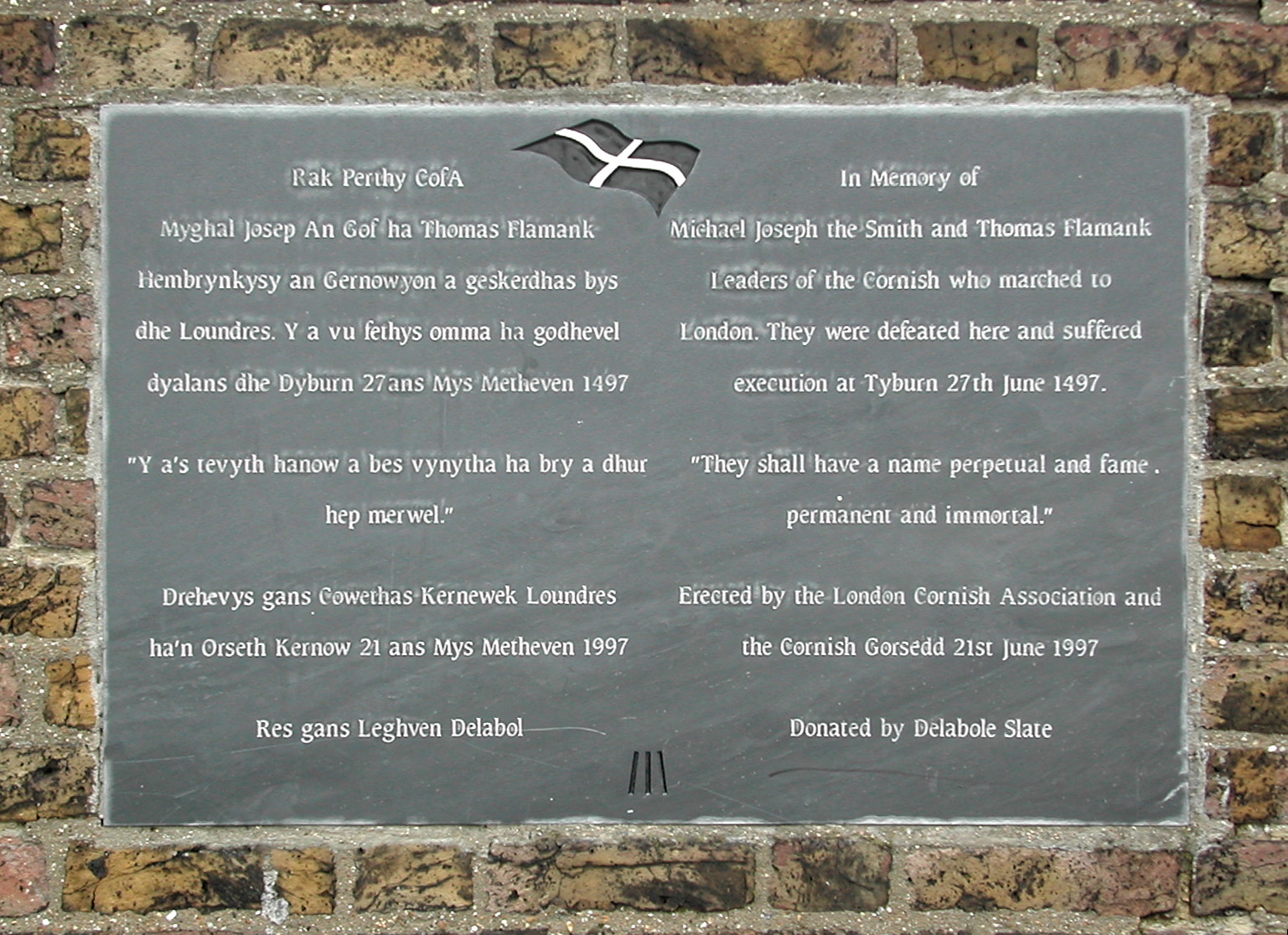
Placca commemorativa in cornico ed in inglese per Michael Joseph the Smith (An Gof) e Thomas Flamank presso la parte settentrionale di Blackheath, a sudest di Londra, presso l'attuale entrata sud di Greenwich Park

Nel 1997, venne posta una placca commemorativa chiamata Keskerdh Kernow (in cornico: La Cornovaglia marcia!) sull'antica strada cornica che conduceva da St. Keverne a Blackheath, Londra, per celebrare il quinto centenario della ribellione cornica. Una statua raffigurante i capi della ribellione, "Michael An Gof" e Thomas Flamank venne scoperta al villaggio di An Gof, St. Keverne, assieme a nuove placche commemorative a Guildford ed a Blackheath.
Il nome della squadra cornica di rugby League, i Cornish Rebels, è ispirata a questo episodio storico.